# Mathieu Lemoine
Mathieu Lemoine (ur. 17 kwietnia 1984) – francuski jeździec sportowy. Złoty medalista olimpijski z Rio de Janeiro.
Sukcesy odnosi we Wszechstronnym Konkursie Konia Wierzchowego. Zawody w 2016 były jego pierwszymi igrzyskami olimpijskimi. W Brazylii indywidualnie zajął piętnaste miejsce i zdobył złoty medal w drużynie, tworzyli ją ponadto Astier Nicolas, Karim Laghouag i Thibaut Vallette. Startował na koniu Bart L. W 2015 był brązowym medalistą mistrzostw Europy w drużynie.